# Independent Ireland
Independent Ireland (irisch Éire Neamhspleách) ist eine rechtskonservative politische Partei in Irland. Michael Collins ist seit der Gründung der Partei- und Fraktionsvorsitzende im Dáil Éireann. Richard O’Donoghue nimmt die Funktion des Generalsekretärs war.

## Geschichte
Am 8. November 2023 bildeten die unabhängigen Abgeordneten (Teachta Dála) Michael Collins und Richard O’Donoghue die neue Partei und ließen sie am 10. November 2023 registrieren. Die Motivation der Parteigründung benannte Collins als bequeme Alternative für die Wählerinnen und Wähler, die sich von der Koalition von Fianna Fáil–Fine Gael–Green Party abwendeten, aber ebenso wenig Sinn Féin wählen wollten.
Der Abgeordnete Michael Fitzmaurice trat der Partei im Februar 2024 als weiteres Mitglied bei. Zahlreiche Unterstützer fanden sich in der folgenden Wochen und Monaten.
Als Kandidaten für die Europawahl konnten am 5. April 2024 Ciaran Mullooly für den Wahlbezirk Midlands–North-West und am 22. April 2024 Niall Boylan als Kandidaten benannt werden. Am 1. Mai 2024 erklärte der Generalsekretär der Irischen Vereinigung der Rinder- und Schafzüchter (Irish Cattle and Sheep Farmers’ Association) Eddie Punch, dass er für Independent Ireland im Wahlbezirk South antreten wärde. Ciaran Mullooly wurde für den Wahlbezirk Midlands–North-West gewählt.

## Politisches Programm
Bei den Referenden 2024 zur Reform des Familien-, Steuer- und Einwanderungsrechts lehnten Independent Ireland gemeinsam mit Aontú Liberalisierungen ab. Parteivorsitzender Michael Collins tritt gegen jegliche Form der Abtreibung an. Sowohl er als auch Generalsekretär O’Donoghue hatten sich 2020 zweifelnd zu den COVID-19-Impfungen geäußert.
In ihrem Programm lehnt die Partei offene Grenzen ab. Die Kohlendioxidsteuer soll eingefroren werden. Vermögenssteuer und die Sozialabgaben für Menschen ab 65 sollen abgeschafft werden.

## Wahlergebnisse
| Jahr | Wahl              | Stimmenanteil | Sitze |
| ---- | ----------------- | ------------- | ----- |
| 2024 | Europawahl 2024   | 6,2 %         | 1/14  |
| 2024 | Dáil Éireann 2024 | 3,6 %         | 4/174 |